# NGC 6010
NGC 6010 este o galaxie lenticulară situată în constelația Șarpele. A fost descoperită în 3 mai 1786 de către William Herschel. Se află la o distanță de 21,09 de megaparseci de Pământ.